# Bellamya constricta
Bellamya constricta là một loài ốc nước ngọt có mang và vảy, là động vật thân mềm chân bụng sống dưới nước thuộc họ Viviparidae.
Loài này có ở Kenya, Tanzania, và Uganda.